# Christophe Hageman
Christophe Hageman est un footballeur professionnel français né le 30 mars 1968 à Paris. Il évoluait au poste de milieu de terrain.

## Biographie
Ancien capitaine de l'équipe de France Juniors au sein de laquelle il côtoie Alain Roche, William Prunier et Frédéric Meyrieu, Christophe Hageman débute en Division 1 à 16 ans.  
En 1987 il remporte la Coupe Gambardella avec le Racing. Au cours de sa carrière professionnelle, Christophe Hageman dispute 69 matchs dans le championnat de France de Division 2, ainsi que 11 matchs en Division 1. Après un exil à la Réunion, il signe en janvier 2002 en CFA2 à l'US Changé. 
Dans les années 2010 il est directeur technique du centre d'entraînement de Philippe Redon. 